# Pôle Média-Culture Edmond Gerrer
Le pôle Média-Culture Edmond Gerrer est une médiathèque municipale publique française, située à Colmar. 

## Le bâtiment
Le bâtiment d'une surface de plus de 5 000 m² dans lequel est installé le Pôle Média-Culture date du XVIIIe siècle et abritait à l'origine un hôpital. Pour l'ouverture de la médiathèque, il a été entièrement rénové. Le chantier a duré plus de trois ans, jusqu'au 29 septembre 2012, date de son inauguration,.
Sur trois niveaux, la médiathèque propose 120 000 documents dont 40 000 livres adultes, 24 000 livres jeunesse, 9 000 BD, 20 000 CD, 10 000 DVD et Blu-ray, 6 000 partitions, 200 titres de revues. La médiathèque fait partie du réseau des Bibliothèques de la Ville de Colmar, dans lequel se trouve également la bibliothèque Bel'Flore, la bibliothèque Europe et Les Dominicains de Colmar.

## Voir Aussi